# Z 7500
,,
Les Z 7500 sont d'anciennes automotrices électriques de la SNCF.
Ces rames à deux caisses font partie de la famille des « Z2 » au même titre que les Z 7300, Z 9500, Z 9600, Z 11500 et CFL série 2000 dont elles sont une évolution. Ce matériel à un seul niveau est monocourant (continu 1,5 kV).
La radiation de la série a débuté le 27 décembre 2016 et s'est terminée le 10 décembre 2020.

## Services actuellement effectués

### TER Auvergne-Rhône-Alpes
- Lyon – Givors-Ville
- Lyon – Ambérieu – Chambéry – Modane
- Bourg-en-Bresse – Ambérieu

### TER Occitanie
- Béziers – Bédarieux – Millau
- Perpignan – Villefranche - Vernet-les-Bains
- Nîmes – Cerbère
- Carcassonne – Narbonne

## Services précédemment effectués
- Lyon - Givors-Ville
- Lyon - Ambérieu - Chambéry - Modane
- Lyon - Valence - Avignon - Arles - Marseille
- Marseille - Arles - Montpellier
- Lyon - Mâcon - Chalon-sur-Saône - Dijon - Sens
- Marseille - Cavaillon - Avignon
- Lyon - Genève (en service international)

## Modélisme
- Cette automotrice a été reproduite en HO par la firme Piko.

## Sources